# Сантус, Луселия
Мари́я Лусе́лия дус Са́нтус (порт. Maria Lucélia dos Santos; род. 20 мая 1957, Санту-Андре, Сан-Паулу) — бразильская актриса, получившая наибольшую известность как исполнительница главной роли в телесериале «Рабыня Изаура» (1976—1977).

## Биография
Свою первую роль актриса исполнила в возрасте 14 лет, сыграв в театральной пьесе «Дон Кихот Мула Манча и его верный спутник Зе Чупанса» (Dom Chicote Mula Manca e seu fiel companheiro Zé Chupança). Вскоре после этого талант молодой актрисы заметил театральный преподаватель Эужениу Куснет и пригласил её на театральные курсы в Сан-Паулу.  
В 1976 году Луселию, не имевшую ранее опыта съёмок на телевидении, пригласили исполнить главную роль в телесериале «Рабыня Изаура».
После феноменального успеха этой теленовеллы приглашения последовали одно за другим: наиболее успешными стали такие телесериалы, как «Глупый Купидон» (Estúpido Cupido), «Живая вода» (Água Viva), «Война полов» (Guerra dos sexos), «Сеньорита» (Sinhá Moça). Кроме этого, Сантос также снялась более чем в 20 кинокартинах.
В 1980 году Луселия Сантуш позировала для бразильского Playboy.
В конце 1980-х годов актриса разорвала контракт с телекомпанией «Глобу» и ушла на конкурирующий канал «Rede Manchete», где сыграла в теленовеллах «Кармен» (Carmem), «Бразильянки и бразильцы» (Brasileiras e brasileiros), «Дона Анжа» (Dona Anja) и других сериалах.
Луселия Сантус также является режиссёром двух документальных картин — «Точка изменений: Китай сегодня» (1996) и «Восточный Тимор: Насилие, которого никто не увидел» (2000).
Её последняя на сегодняшний день роль на бразильском ТВ — дона Фауста в телесериале ТВ-компании «Rede Record» 2006 года «Гражданин Бразилии» (Cidadão Brasileiro).
Приняла участие в украинской программе про путешествия «Мир наизнанку. Бразилия» (10-й сезон, 5-я серия)

## Личная жизнь
Бывший муж — бразильский дирижёр Джон Нешлинг, сын — актёр Педро Нешлинг.
По вероисповеданию Луселия Сантус — буддистка. Она начала практиковать буддизм после посещения Тибета. Луселия дружит с кришнаитами и по воскресеньям посещает кришнаитский храм в Рио-де-Жанейро, который считает своим самым любимым местом в городе.

## Фильмография

### Телесериалы
- 1976 — Рабыня Изаура / Escrava Isaura — Изаура
- 1977 — Локомотивы / Locomotivas — Фернанда
- 1979 — Сладкие бобы / Feijão Maravilha — Элиана
- 1980 — Живая вода / Água Viva — Дженет
- 1981 — Каменный рынок / Ciranda de Pedra — Виржиния Прадо
- 1983 — Война полов / Guerra dos Sexos — Каролина Карнейро
- 1984 — Тропическая тропа / Vereda Tropical — Силвана
- 1984 — Судьба мой грех / Meu Destino é Pecar — Ленинья
- 1986 — Сеньорита / Sinhá Moça — Сеньорита
- 1987 — Кармен / Carmem — Кармен
- 1990 — Бразильцы и бразильянки / Brasileiras e Brasileiros — Паула
- 1992 — Решать вам / Você Decide — Режина
- 1994 — Признания юности / Confissões de Adolescente
- 1995 — Новый Геркулес / Malhação — Жаклин Лемос
- 1995 — Кровь моя кровь / Sangue do Meu Sangue — Жулия Камарго
- 1996 — Дона Анжа / Dona Anja — Дона Анжа
- 1999 — Прямая линия / Linha Direta — Дежанира
- 2006 — Гражданин Бразилии / Cidadão Brasileiro — Фауста Гама
- 2007 — Шкафы и Флюкс / Casos e Acasos — Лусила

### Художественные фильмы
- 1976 — Паранойя / Paranóia — Лусия Риччелли
- 1976 — Já Não Se Faz Amor Como Antigamente
- 1976 — Um Brasileiro Chamado Rosaflor
- 1976 — Ибрагим из пригорода / O Ibraim do Subúrbio
- 1981 — Красивая, но обыкновенная / Bonitinha Mas Ordinária ou Otto Lara Rezende — Мария Сесилия
- 1981 — Семейный альбом / Álbum de Família — Глория
- 1981 — Энграсадинья / Engraçadinha — Энграсадинья
- 1982 — Luz del Fuego — Луз дель Фуэго, известная актриса
- 1982 — Чтобы мечта не заканчивалась / O Sonho Não Acabou — Лусинья
- 1985 — Причина тоски / Fonte da Saudade — Барбара/Гида/Алба
- 1986 — Семь вампиров / As Sete Vampiras — Элиза Машадо
- 1986 — Baixo Gávea — Клара
- 1989 — Kuarup — Лидия
- 1993 — Вы хотите прекрасного общения с девочками? / Vagas Para Moças de Fino Trato — Лусия
- 2001 — 3 истории штата Баиа / 3 Histórias da Bahia
- 2009 — Назначение / Destino — Луиза
- 2009 — Лула, сын Бразилии / Lula, o Filho do Brasil — Профессор

### Телевизионные фильмы
- 1977 — A Ordem Natural das Coisas — Ciça
- 1980 — Ромео и Джульетта / Romeu e Julieta — Джульетта
- 1983 — Alice & Alice — Алисе Мария
- 1993 — Мальчик изобретатель / Menino de Engenho — Кларис / Мария Менина

### Документальные фильмы
- 1987 — Terra para Rose (озвучивание)
- 1997 — Мечты о Розе — 10 лет спустя / Co-ed Call Girl
- 2001 — Timor Lorosae — O Massacre Que o Mundo Não Viu
- 2003 — O Ovo

### Продюсер
- 2001 — Timor Lorosae — O Massacre Que o Mundo Não Viu
- 2009 — Назначение / Destino

### Режиссёр
- 2001 — Timor Lorosae — O Massacre Que o Mundo Não Viu

### Сценарист
- 2001 — Timor Lorosae — O Massacre Que o Mundo Não Viu